# Caproni Ca.9
O Caproni Ca.9 foi um monoplano feito pela Caproni, que fez o recorde mundial de velocidade máxima com motor de menos de 40 cv (29,4 kW) em 20 de janeiro de 1912. Foi desenvolvido com base no Caproni Ca.8.

## Especificações (Ca.9)
Dados de: Aeroplani Caproni – Gianni Caproni ideatore e costruttore di ali italiane.
Descrições gerais
- Tripulação: 1
- Comprimento: 7,80 m (26 ft)
- Envergadura: 8,88 m (29 ft)
- Altura: 3 m (9,8 ft)
- Área alar: 16 m² (172 ft²)
- Peso vazio: 220 kg (485 lb)
- Peso bruto (carregado): 385 kg (849 lb)

Motorização
- Número de motores: 1x
- Tipo do motor: Motor radial em "Y"
- Fabricante/modelo: Anzani 3-cilindros
- Potência por motor: 35 hp (26,1 kW)

Performance
- Velocidade máxima: 90 km/h (55,9 mph)